# Brittiska Mount Everest-expeditionen 1953

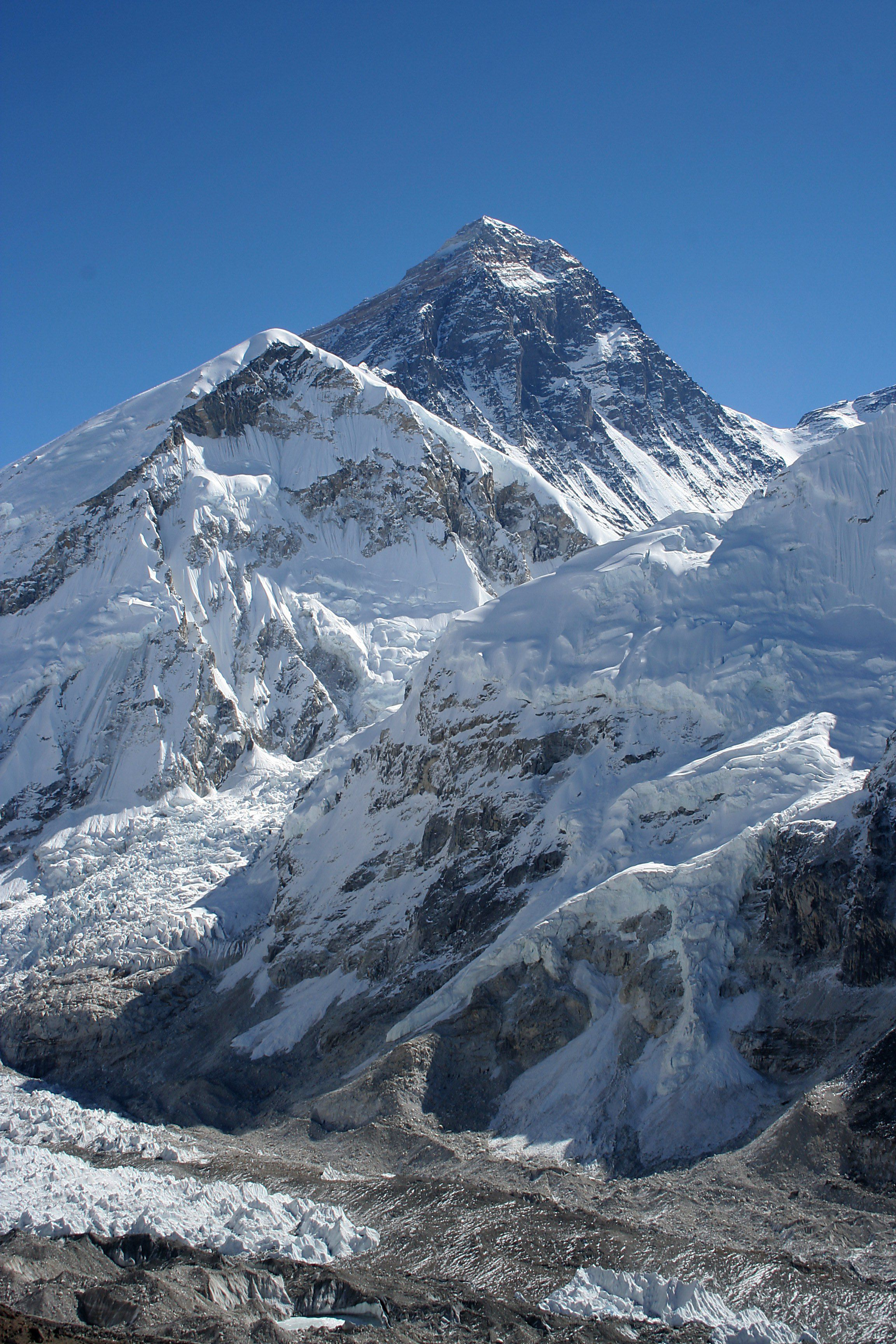
Mount Everest.

Brittiska Mount Everest-expeditionen 1953 (engelska: 1953 British Mount Everest expedition) var den Storbritannien-ledda expedition, som den 29 maj 1953 ledde till att nyzeeländaren Edmund Hillary och nepalesen Tenzing Norgay blev de första människorna att bestiga Mount Everest. Everest Base Camp nåddes den 12 april 1953. Man använde sig av den tidens senaste teknik, med bland annat höghöjdsanpassade stövlar, gummiförsedda walkietalkies och syrgastuber.
Nyheten om bestigningen nådde Storbritannien lagom till drottning Elizabeth II:s kröning.

### Fotnoter
1. ↑  ”Mount Everest Expedition 1953” (på engelska). Imagine Everest. Arkiverad från originalet den 4 mars 2016. https://web.archive.org/web/20160304061539/http://imagingeverest.rgs.org/Concepts/Imaging_Everest/-75.html. Läst 3 januari 2016.
2. ↑  ”The 1953 technology used to climb Everest” (på engelska). BBC. 8 maj 2013. Arkiverad från originalet den 28 april 2015. https://web.archive.org/web/20150428204615/http://www.bbc.com/news/magazine-22439586. Läst 3 januari 2016.
3. ↑  ”2 of British Team Conquer Everest” (på engelska). New York Times. 29 maj 2015. http://www.nytimes.com/learning/general/onthisday/big/0529.html. Läst 3 januari 2016.